# Australian Championships 1929
Die 22. Australian Championships waren ein Tennis-Rasenplatzturnier der Klasse Grand Slam, das von der ILTF veranstaltet wurde. Es fand vom 19. bis 28. Januar 1929 in Adelaide, Australien statt.
Titelverteidiger im Einzel waren Jean Borotra bei den Herren sowie Daphne Akhurst bei den Damen. Im Herrendoppel waren Jean Borotra und Jacques Brugnon, im Damendoppel Daphne Akhurst und Esna Boyd die Titelverteidiger. Im Mixed waren Daphne Akhurst und Jean Borotra die Titelverteidiger.

## Dameneinzel
| Nr. | Spielerin       | Erreichte Runde |
| --- | --------------- | --------------- |
| 01. | Daphne Akhurst  | Sieg            |
| 02. | Louie Bickerton | Finale          |
| 03. | Marjorie Cox    | Halbfinale      |
| 04. | Sylvia Harper   | Halbfinale      |

## Damendoppel
| Nr. | Paarung                              | Erreichte Runde |
| --- | ------------------------------------ | --------------- |
| 01. | Sylvia Harper Meryl O’Hara Wood      | Finale          |
| 02. | Daphne Akhurst Louie Bickerton       | Sieg            |
| 03. | Emily Hood Margaret Molesworth       | Halbfinale      |
| 04. | Katherine Le Mesurier Dorothy Weston | Halbfinale      |

## Mixed
| Nr. | Paarung                           | Erreichte Runde |
| --- | --------------------------------- | --------------- |
| 01. | Jack Crawford Marjorie Cox        | Finale          |
| 02. | Pat O’Hara Wood Meryl O’Hara Wood | Halbfinale      |
| 03. | Edgar Moon Daphne Akhurst         | Sieg            |
| 04. | Colin Gregory Margaret Molesworth | Viertelfinale   |